# Bahamy na Mistrzostwach Świata w Lekkoatletyce 2011
Bahamy na Mistrzostwach Świata w Lekkoatletyce 2011 – reprezentacja Bahamów na Mistrzostwa Świata liczyła 14 zawodników.

## Występy reprezentantów Bahamów

### Mężczyźni

#### Konkurencje biegowe
| Konkurencja   | Zawodnik         | Runda 1  | Runda 1 | Półfinał | Półfinał | Finał    | Finał   |
| Konkurencja   | Zawodnik         | Rezultat | Pozycja | Rezultat | Pozycja  | Rezultat | Pozycja |
| ------------- | ---------------- | -------- | ------- | -------- | -------- | -------- | ------- |
| Bieg na 100 m | Adrian Griffith  | DQ       |         |          |          |          |         |
| NQ            |                  |          |         |          |          |          |         |
| Bieg na 200 m | Michael Mathieu  | 20,46    | 4 Q     | DNF      |          |          |         |
| NQ            |                  |          |         |          |          |          |         |
| Bieg na 400 m | Chris Brown      | 45,29    | 12 Q    | 45,54    | 11       | NQ       | NQ      |
| Bieg na 400 m | Ramon Miller     | 45,31    | 14 Q    | 45,88    | 16       | NQ       | NQ      |
| Bieg na 400 m | Demetrius Pinder | 45,53    | 21 Q    | 45,87    | 15       | NQ       | NQ      |

#### Konkurencje techniczne
| Konkurencja | Zawodnik      | Eliminacje | Eliminacje | Finał    | Finał   |
| Konkurencja | Zawodnik      | Rezultat   | Pozycja    | Rezultat | Pozycja |
| ----------- | ------------- | ---------- | ---------- | -------- | ------- |
| Skok wzwyż  | Trevor Barry  | 2,28       | 11 q       | 2,32     | Brąz    |
| Skok wzwyż  | Donald Thomas | 2,31       | 7 Q        | 2,20     | 11      |
| Skok w dal  | Raymond Higgs | 7,72       | 25         | NQ       | NQ      |
| Trójskok    | Leevan Sands  | 17,13      | 6 Q        | 17,21    | 7       |

### Kobiety

#### Konkurencje biegowe
| Konkurencja   | Zawodnik                 | Runda 1  | Runda 1 | Półfinał | Półfinał | Finał    | Finał   |
| Konkurencja   | Zawodnik                 | Rezultat | Pozycja | Rezultat | Pozycja  | Rezultat | Pozycja |
| ------------- | ------------------------ | -------- | ------- | -------- | -------- | -------- | ------- |
| Bieg na 100 m | Sheniqua Ferguson        | 11,36    | 23 Q    | 11,59    | 22       | NQ       | NQ      |
| Bieg na 200 m | Debbie Ferguson-McKenzie | 22,86    | 10 Q    | 22,85    | 8 q      | 22,96    | 6       |
| Bieg na 200 m | Nivea Smith              | 23,09    | 17 Q    | 23,06    | 15       | NQ       | NQ      |
| Bieg na 200 m | Anthonique Strachan      | 23,20    | 21 Q    | 23,85    | 23       | NQ       | NQ      |

#### Konkurencje techniczne
| Konkurencja | Zawodnik      | Eliminacje | Eliminacje | Finał    | Finał   |
| Konkurencja | Zawodnik      | Rezultat   | Pozycja    | Rezultat | Pozycja |
| ----------- | ------------- | ---------- | ---------- | -------- | ------- |
| Skok w dal  | Bianca Stuart | 6,44       | 17         | NQ       | NQ      |